# Landeshauptstadt (Deutschland)
Landeshauptstadt bezeichnet in der Bundesrepublik Deutschland eine Stadt, die Sitz der Verfassungsorgane eines Landes ist, insbesondere von Landesregierung und Landtag. Kommunalrechtlich ist Landeshauptstadt eine Bezeichnung, die der Stadt auf Antrag durch die Landesregierung verliehen werden kann. Demgegenüber können die Stadtstaaten Hamburg, Bremen und Berlin nicht zugleich Landeshauptstädte sein. Die Führung der Bezeichnung kam in der Bundesrepublik überwiegend seit den 1950er-Jahren auf. So wurde etwa im Januar 1953 die Verleihung der Bezeichnung Landeshauptstadt an die Stadt Wiesbaden bekanntgemacht. Vorher bezeichneten sich die Hauptstädte der Länder einfach nur als Stadt.